# 益田警察署
益田警察署（ますだけいさつしょ）は、島根県警察が管轄する警察署の一つである。

## 所在地
- 島根県益田市東町7番5号

## 管轄区域
- 島根県益田市

## 組織
- 総務課 - 総務係、被害者支援係、警察相談係
- 会計課 - 会計係
- 生活安全課 - 生活安全係、特法犯・少年事件係
- 地域課 - 地域係、パトロール係
- 刑事課 - 刑事指導係、告訴・告発対応係、強行・盗犯係、知能・組織犯罪係、鑑識係
- 交通課 - 交通総務係、交通規制係、交通捜査係
- 警備課 - 警備係

## 交番
（）の中は所在地。
- 益田駅前交番（益田市駅前町29番3号）

## 駐在所
（）の中は所在地。
- 小野駐在所（益田市戸田町イ963番地5）
- 中西駐在所（益田市白上町イ691番地3）
- 西益田駐在所（益田市横田町1777番地11）
- 鎌手駐在所（益田市西平原町679番地4）
- 匹見駐在所（益田市匹見町匹見イ1269番地2）
- 都茂駐在所（益田市美都町山本イ304番地10）
- 二川駐在所（益田市美都町宇津川ロ694番地6）

## 空港派出所
（）の中は所在地。
- 石見空港派出所（益田市内田町イ597番地）